# Lilltjärnen (Glava socken, Värmland)
Lilltjärnen är en sjö i Arvika kommun i Värmland och ingår i Göta älvs huvudavrinningsområde.